# Poropsis
Poropsis es un género monotípico de algas de la familia Udoteaceae, su única especie es Poropsis subunalis.